# ファブリツィオ・グイディ
ファブリツィオ・グイディ（Fabrizio Guidi、1972年4月13日 - ）は、イタリア、ポンテデーラ出身の元自転車競技（ロードレース）選手。

## 来歴
1995年
- ツール・デュ・ヴォクリューズ 総合優勝

1996年
- ジロ・デッレ・ヴァッリ・アレティーネ 優勝
- グラン・プレミオ・コスタ・デリ・エトルスキ 初代優勝者
- グラン・プレミオ・インドゥストリア・エ・コンメルチョ・ディ・プラート 優勝
- ジロ・ディ・プリア 総合優勝
- ツール・デュ・ヴォクリューズ 総合優勝
- グロサー・プライス・デス・カントン・アールガウ 優勝
- ジロ・デ・イタリア ポイント賞
- グラン・プレミオ・チッタ・ディ・リオ・サリチェート・エ・コッレッジョ 優勝
- デンマーク一周 総合優勝、区間1勝(第3)
- トレ・ヴァッリ・ヴァレジーネ 優勝

1997年
- ジロ・デッレ・ヴァッリ・アレティーネ 優勝
- デ・パンネ3日間 区間1勝(第3a)
- エウスカル・ビシクレタ 区間1勝(第4a)
- ポルトガル一周 区間1勝(第2)

1998年
- ダンケルク4日間レース 区間1勝(第6)
- ブエルタ・ア・エスパーニャ ポイント賞、区間3勝(第4、8、18)

1999年
- グランプリ・ピノ・チェラミ 優勝
- ジロ・デ・イタリア 区間1勝(第22)

2000年
- ブリュッセル〜イゼヘム 優勝
- ジロ・デ・イタリア 区間2勝(第4、16)
- ロンド・ファン・ネーデルラント 区間1勝(第1)

2001年
- パリ〜ニース 区間1勝(第8)
- ツール・ド・ロマンディ 区間1勝(第1)

2002年
- フィレンツェ〜ピストイア 優勝

2004年
- デンマーク一周 区間1勝(第2)

2005年
- オーストリア一周 区間1勝(第6)
- 7月31日に行われたHEWサイクラシックス時に採取されたサンプルについて、8月17日に陽性反応が出たが、10月1日にBサンプルの確認を行ったところ、陰性反応となったため、処分の対象には至らなかった[1]。

2006年
- ツール・ド・ワロニー 総合優勝、区間2勝(第2、4)
- オーストリア一周 区間1勝(第7)
- ツール・ド・ポローニュ 区間1勝(第3)

2007年、引退。